# نیپارس
نیپارس (به آلمانی: Niepars) یک شهر در آلمان است که در فرپومرن-روگن واقع شده‌است. نیپارس ۱٬۸۸۲ نفر جمعیت دارد.